# Referendum sull'autonomia della Corsica del 2003
Il referendum sull'autonomia della Corsica del 2003 è un referendum locale francese che è stato previsto dalla legge n° 2003-486 del 10 giugno 2003 e si è svolto il 6 luglio dello stesso anno. Il referendum prevedeva l'unione dei dipartimenti dell'Alta Corsica e della Corsica del Sud e maggiori poteri all'Assemblea della Corsica. La proposta non è stata approvata, anche se con un margine ridotto. Il 51% ha votato contro la proposta, col 49% che lo ha sostenuta. La differenza tra il sì e il no era di solo 2.190 voti.
Questa consultazione è stata fatta ai sensi dell'articolo 72-1 della Costituzione.

## Contenuto
Il 30 aprile 2003 venne presentato all'Assemblea nazionale un progetto di legge da Nicolas Sarkozy, allora ministro dell'interno. La proposta venne votata e approvata il 27 maggio dall'Assemblea nazionale, seguita dal Senato il giorno successivo. Il 10 giugno il presidente Jacques Chirac firma la legge.
La legge 2003-486 proponeva quindi di attribuire alla Corsica lo status di collettività territoriale attraverso la fusione dei due dipartimenti di Haute-Corse e Corse-du-Sud, risultante dalla scissione nel 1975 dell'unico dipartimento della Corsica. I vecchi dipartimenti sarebbero stati declassati in unità amministrative private della maggior parte dei loro poteri. La nuova autorità locale avrebbe avuto un'unica assemblea deliberativa, il parlamento della Corsica e un governo locale con sede ad Ajaccio. La nuova organizzazione non avrebbe alcun impatto sui servizi statali, il cui ruolo e missioni rimarrebbero gli stessi.

## Posizioni

### Partiti rappresentati nel Parlamento francese e/o all'Assemblea della Corsica
| Partito                                  | Indicazione di voto |
| ---------------------------------------- | ------------------- |
| Unione per un Movimento Popolare (UMP)   | Sì                  |
| Raggruppamento per la Repubblica (RPR)   | Sì                  |
| Partito Radicale di Sinistra (PRG)       | Sì                  |
| Movimento Repubblicano e Cittadino (MRC) | No                  |
| Partito Comunista Francese (PCF)         | No                  |
| I Verdi (LV)                             | No                  |
| Corsica socialdemocratica (CSD)          | Sì                  |
| Corsica Nazione (CN)                     | No                  |

Fonte:

## Affluenza alle urne
|                        | TOTALE  | PERCENTUALE % | PERCENTUALE %         |
| ---------------------- | ------- | ------------- | --------------------- |
| Iscritti alle liste    | 189.992 | 100,00%       | SUL TOTALE ELETTORI   |
| Votanti                | 114.982 | 60,83%        | SUL TOTALE ELETTORI   |
| Voti validi            | 13.171  | 98,81%        | SUL NUMERO DI VOTANTI |
| Schede bianche e nulle | 2.810   | 1,47%         | SUL NUMERO DI VOTANTI |
| Astenuti               | 75.010  | 39,17%        | SUL TOTALE ELETTORI   |

## Risultati per dipartimento
| Dipartimento    | Votanti | Sì     | Sì    | No     | No    |
| Dipartimento    | Votanti | Voti   | %     | Voti   | %     |
| --------------- | ------- | ------ | ----- | ------ | ----- |
| Corsica del Sud | 60,22   | 25.182 | 49,94 | 25.238 | 50,06 |
| Alta Corsica    | 60,77   | 29.808 | 48,27 | 31.942 | 51,73 |
| Totale          | 60,52   | 54.990 | 49,02 | 57.180 | 50,98 |

## Risultati per circoscrizione elettorale
| Circoscrizione                | Iscritti | Votanti | Voti validi | %       | Sì (%)  | No (%)  |
| ----------------------------- | -------- | ------- | ----------- | ------- | ------- | ------- |
| Ajaccio (Ajaccio)             | 41.016   | 24.876  | 24.261      | 60,65 % | 48,36 % | 51,64 % |
| Bastia (Bastia)               | 47.424   | 29.843  | 29.843      | 62,93 % | 39,52 % | 60,48 % |
| Corte-Balagna (Corte-Balagne) | 58.524   | 33.399  | 32.576      | 57,07 % | 56,11 % | 43,89 % |
| Sartena (Sartène)             | 45003    | 26897   | 26159       | 59,77 % | 51,41 % | 48,59 % |

## Conseguenze a lungo termine
Una riforma simile è entrata in vigore il 1º gennaio 2018 che ha istituito la Comunità della Corsica.